# Аксел Лунд Свиндал
Аксел Лунд Свиндал (на норвежки: Aksel Lund Svindal) е норвежки състезател по ски алпийски дисциплини.
Той е олимпийски шампион от Олимпиадата във Ванкувър през 2010 г. и петкратен световен шампион от сезоните 2007, 2009, 2011 и 2013 г. Печели световните купи през 2007 и 2009 г.
Дебютира за Световната купа на 28 октомври 2001, когато не се класира за втория манш на гигантския слалом в Зьолден. Участва на Световното първенство в Санкт Мориц, където завършва пети в гигантския слалом. През следващите два сезона завършва 19-и и 21-ви, като в края на сезон 2004/05 участва на Световното първенство в Бормио, където завършва сред първите 12 във всички дисциплини и печели сребърен медал в комбинацията. През сезон 2005/06 завършва втори и на края на сезона участва на Олимпиадата в Торино, където завършва 5-и в супер-гигантския слалом и 6-и в гигантския слалом. 
През 2006/07 печели Световната купа и златни медали от спускането и гигантския слалом на Световното първенство в Оре.  В началото на сезон 2007/08 се контузва тежко и пропуска състезанията до края на сезона.  През 2008/09 отново печели Световната купа и комбинацията на Световното първенство във Вал д'Изер. 
През 2009/10 завършва четвърти за Световната купа и печели златен олимпийски медал в супер-гигантския слалом, сребърен в спускането и бронзов в гигантския слалом от Олимпиадата във Ванкувър. 
Печели световната титла в суперкомбинацията на световното първенство в Гармиш-Партенкирхен през 2011 година. През сезон 2011/12 печели малкия кристален глобус в супер-гигантския слалом. 
През сезон 2012/13 печели малките кристални глобуси в супер-гигантския слалом и спускането и завършва втори в генералното класиране за сезона. Печели световната титла в спускането и бронзов медал в супер-гигантския слалом от световното първенство в Шладминг, Австрия, през 2013 г. 
Към 27 октомври 2013 г. има 320 старта за Световната купа, в които има 21 победи (десет в супер-гигантския слалом, 6 в спускането, 4 в гигантския слалом и една в суперкомбинацията) и е бил общо 50 пъти на подиума. 